# Kakkonen
Kakkonen (Zweeds: Tvåan) is de vierde voetbalcompetitie in het voetbalsysteem van Finland. De naam betekent letterlijk "Nummer twee", maar verwijst naar de vierde voetbalklasse. Tot en met 2023 was de Kakkonen altijd het derde niveau. 
De competitie bestaat uit drie groepen met twaalf voetbalploegen, die zijn verdeeld over drie Finse regio's. De drie kampioenen van elke groep spelen in een play-offsysteem voor twee plaatsen in de Ykkönen.

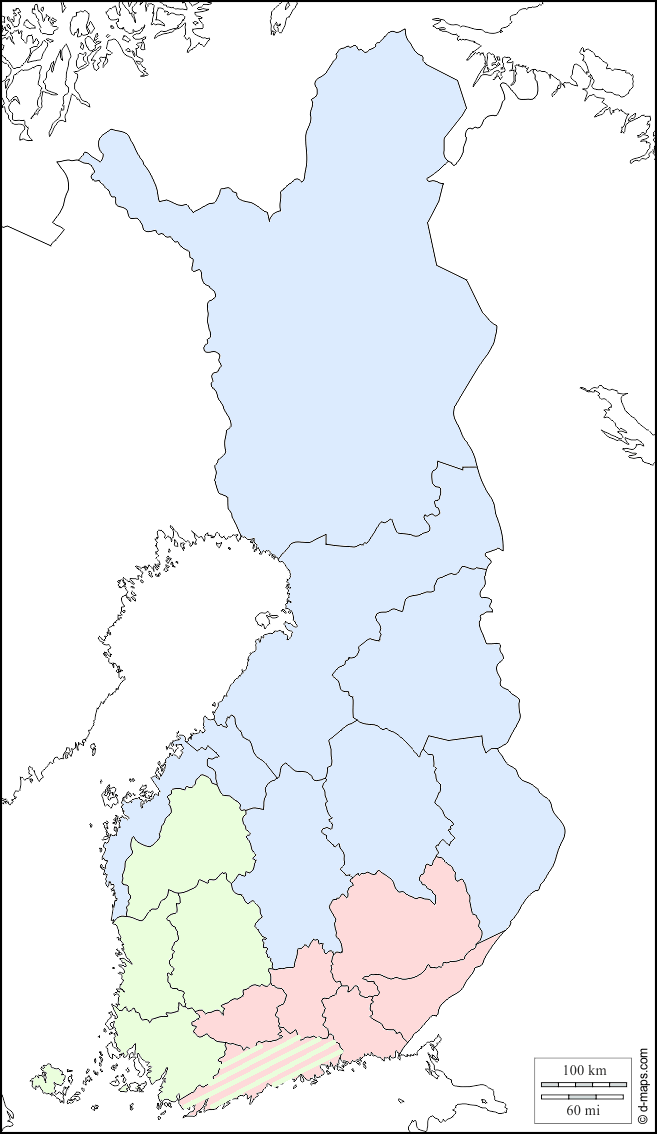
Geografische verdeling in groepen (lohko)
Groep A: rood
Groep B: groen
Groep C: blauw

Aan het eind van een seizoen zullen de nummers 12, 13 en 14 van de ranglijst degraderen naar de Kolmonen (Fins voor "Nummer Drie").

## Winnaars derde voetbalniveau
1973-1993: II divisioona
| Seizoen | Oost      | West          | Noord   |
| ------- | --------- | ------------- | ------- |
| 1973    | HPS       | TuTo          | KaPa    |
| 1974    | LaPS      | Pyrkivä       | Sport   |
| 1975    | KIF       | MuSa          | KPS     |
| 1976    | FinnPa    | IFK Mariehamn | Into    |
| 1977    | KTP       | GrIFK         | OLS     |
| 1978    | Honka     | LappBK        | RoPS    |
| 1979    | LaPa      | RPallo        | Jaro    |
| 1980    | Elo       | FinnPa        | JyP-77  |
| 1981    | Ponnistus | GrIFK         | KePS    |
| 1982    | HPS       | PPT           | Huima   |
| 1983    | Karpalo   | P-Iirot       | KaPa    |
| 1984    | LauTP     | HPK           | KajHa   |
| 1985    | TPV       | KontU         | PK-37   |
| 1986    | GrIFK     | VaKP          | KaPa    |
| 1987    | VanPa     | TuTo          | Jaro    |
| 1988    | KumuP     | TuPa          | PK-37   |
| 1989    | JoKu      | GrIFK         | TP-55   |
| 1990    | FinnPa    | P-Iirot       | OLS     |
| 1991    | VanPa     | TPV           | VPS     |
| 1992    | Ponnistus | P-Iirot       | KajHa   |
| 1993    | KTP       | PIF           | FC 1991 |

1994-heden: Kakkonen
| Seizoen | Zuid           | Oost           | West         | Noord    |
| ------- | -------------- | -------------- | ------------ | -------- |
| 1994    | K-Team         | Rakuunat       | PP-70        | GBK      |
| 1995    | HIK            | TiPS           | TP-Seinäjoki | OPS      |
| 1996    | PK-35          | VarTP          | Kraft        | KPT-85   |
| 1997    | Atlantis       | Kultsu         | KPV-j        | KajHa    |
| 1998    | TiPS           | RiPS           | MuSa         | KuPS     |
| 1999    | FC Hämeenlinna | Rakuunat       | ÅIFK         | Tervarit |
| 2000    | Gnistan        | FC Kuusankoski | SalPa        | TP-47    |
| 2001    | Viikingit      | KooTeePee      | VG-62        | KoMu     |
| 2002    | FC Espoo       | WJK            | TPV          | OLS      |
| 2003    | PK-35          | Kings          | P-Iirot      | PS Kemi  |
| 2004    | Atlantis       | JJK            | FJK          | KPV      |
| 2005    | Klubi 04       | JIPPO          | SalPa        | VIFK     |

| Seizoen | Groep A  | Groep B  | Groep C     |
| ------- | -------- | -------- | ----------- |
| 2006    | JJK      | TPV      | GBK         |
| 2007    | KäPa     | GrIFK    | PS Kemi     |
| 2008    | Klubi 04 | PoPa     | Kiisto      |
| 2009    | MP       | FC Espoo | OPS-jp      |
| 2010    | HIFK     | Ilves    | Santa Claus |
| 2011    | Klubi 04 | BK-46    | SJK         |

| Seizoen | Zuid     | Oost     | West    | Noord      |
| ------- | -------- | -------- | ------- | ---------- |
| 2012    | ÅIFK     | JäPS     | Ilves   | AC Kajaani |
| 2013    | EIF      | HIFK     | FC Jazz | PS Kemi    |
| 2014    | EIF      | Atlantis | VIFK    | PS Kemi    |
| 2015    | FC Honka | Klubi 04 | GrIFK   | KPV        |

| Seizoen | Groep A | Groep B      | Groep C                 |
| ------- | ------- | ------------ | ----------------------- |
| 2016    | Gnistan | FC Honka     | OPS                     |
| 2017    | KTP     | FC Viikingit | AC Kajaani              |
| 2018    | MYPA    | MuSa         | TPV                     |
| 2019    | MP      | Gnistan      | Kerho 07 (SJK Akatemia) |
| 2020    | PK-35   | Klubi-04     | JIPPO                   |
| 2021    | JäPS    | PIF          | SJK Akatemia            |
| 2022    | KäPa    | SalPa        | JJK Jyväskylä           |
| 2023    | JIPPO   | EPS          | OLS Oulu                |

## Winnaars vierde voetbalniveau
| Seizoen | Groep A | Groep B | Groep C |
| ------- | ------- | ------- | ------- |
| 2024    |         |         |         |